# Frente de Libertação de Abyei
A Frente de Libertação de Abyei foi uma organização guerrilheira no Sudão, ativa na região de Abyei, no Cordofão do Sul, no início da década de 1980. O grupo surgiu entre os Ngok Dinkas, em resposta aos ataques à sua comunidade por árabes misseriya apoiados pela polícia e pelas forças do exército. A Frente de Libertação de Abyei foi um dos grupos armados ativos durante este período que estavam associados ao movimento 'Anyanya II' dos amotinados sulistas do exército. Os comandantes do grupo foram Deng Alor Kuol e Chol Deng Alaak.  Por volta de 1984, a Frente de Libertação de Abyei foi contatada por destacamentos do Exército de Libertação do Povo do Sudão a partir da Etiópia e incorporada a este último. 